# Neofit Rilski
Neofit Rilski, bolgarski pisatelj in prevajalec s pravim imenom Nikola Petrov, * 1793,  Bansko, Osmansko cesarstvo (danes Bolgarija), † 4. januar 1881, Rilski samostan.
Rilski je bil redovnik v Rilskem samostanu. Na pisal je prvo bolgarsko slovnico (Bolgarska gramatika). V bolgarski jezik je prevedel Novo zavezo. Napisal je knjigo o Rilskem samostanu (Opis rilskega samostana).
Rilski je pomembno vplival na razvoj bolgarskega književnega jezika.
Po njem se imenuje bolgarska Jugozahodna univerza Neofit Rilski v Blagoevgradu.